# Бруксајд (Делавер)
Бруксајд (енгл. Brookside) насељено је место без административног статуса у америчкој савезној држави Делавер.

## Демографија
По попису из 2010. године број становника је 14.353, што је 453 (-3,1%) становника мање него 2000. године.
| Група             | 2000.          | 2010.         |
| Белци             | 11.070 (74,8%) | 9.156 (63,8%) |
| Афроамериканци    | 2.225 (15,0%)  | 2.745 (19,1%) |
| Азијати           | 386 (2,6%)     | 449 (3,1%)    |
| Хиспаноамериканци | 827 (5,6%)     | 1.601 (11,2%) |
| Укупно            | 14.806         | 14.353        |